# Залесский, Сергей Борисович
Серге́й Бори́сович Зале́сский (1867, Кострома — 20 июня 1933) — русский архитектор, видный мастер московского модерна, автор Дома Экономического общества офицеров.

## Биография
Родился 11 июня 1867 года в Костроме. Окончил Московское училище живописи, ваяния и зодчества в 1892 году. Классный художник-архитектор, с правом на чин XIV класса. С 11 января 1897 года был определён сверхштатным техником строительного отделения Московского губернского правления, позднее был зачислен в штат.
Член Московского архитектурного общества с 1894 года.
С 1906 года был архитектором Экономического общества офицеров Московского военного округа. В 1911 году — архитектор Мариинского училища. Центральной работой архитектора стал Дом Экономического общества офицеров, построенный в 1913 году. Жил в Гранатном переулке, 9/2.
Умер 20 июня 1933 года.
Дочь — ландшафтный архитектор Любовь Сергеевна Залесская; внук — геолог Андрей Львович Книппер.

## Постройки
- Пристройка к особняку (1889, Москва, ул. Садовая-Черногрязская, 6);
- Часовня в с. Листвяны Московского уезда (ныне г. Пушкино) (1890—1892), разрушена в середине XX в.[3];
- Часовня Иконы Божией Матери Иверская Власьевского прихода (Ярославль, улица Свободы, 2, во дворе), не сохранилась[4];
- Колокольня Церкви Троицы Живоначальной (1909, Яхрома, ул. Конярова, 12)[5];
- Дом Экономического общества офицеров («Военторг») (1913, Москва, улица Воздвиженка, 10), снесён в 2003 году;
- Училище (1914, Москва, Плетешковский переулок, 14);
- Доходный дом Е. П. Гургенадзе (1914, Москва, Просвирин переулок, 7);
- Доходный дом М. П. Федосеева (1915, Москва, Подсосенский переулок, 22).

## Труды
- Церковь Великомученика Никиты, что за Яузой в Москве. Опыт историко-архитектурной монографии.